# Таций, Алексей Александрович
Алексей Александрович Таци́й (4 [17] марта 1903, Полтава — 13 марта 1967, Киев) — украинский советский архитектор, заместитель начальника Управления по делам архитектуры при Совете народных комиссаров УССР, директор института «Гипросельстрой».

## Биография
Родился 4 (17) марта 1903 года в городе Полтава.
В 1923—1929 годах учился в Харьковском технологическом институте. После завершения учёбы до 1933 года работал в Украинском научном институте сооружений в Харькове, и продолжил обучение в аспирантуре этого же института.
После войны работал заместителем начальника Управления по делам архитектуры при Совнаркоме УССР.
Умер 13 марта 1967 года в Киеве, где и похоронен на Байковом кладбище.

## Семья
- Дочь — израильский скульптор Ирина Алексеевна Райхваргер[1], супруга художника Яна Раухвергера[2];
- Дочь — украинский архитектор Наталия Лесьо;
- Дочь — заслуженный геолог Украины Оксана Алексеевна Таций[источник не указан 3884 дня];
- Сын — украинский архитектор Евгений Алексеевич Таций;
- Сын — биофизик Юрий Алексеевич Таций;
- Внучка — архитектор и дизайнер Ольга Евгеньевна Таций.

## Проекты
- Жилой дом по улице Михаила Грушевского, 9, Киев (совместно с С. А. Бекетовым);
- Жилой дом по улице Коминтерна, 3/25, Киев;
- Кинотеатр «Киев», Киев (1937, совместно с В. И. Чуприной и В. М. Онащенко);
- Дом Проектов по бульвару Леси Украинки, 26, Киев;
- Дом Красной Армии, Харьков (в соавторстве с И. Ю. Каракисом, А. М. Касьяновым, М. Ф. Покорным, совместно с художником В. Г. Мелеером);
- Сенной рынок, Киев;
- Павильон Украинской ССР на ВСХВ;
- здание Криворожского городского совета (1933—1934).

## Награды
- Орден Ленина (23.01.1948);
- Орден Трудового Красного Знамени (16.09.1939)[3].